# アルゼンチン空軍
アルゼンチン空軍（アルゼンチンくうぐん、スペイン語: Fuerza Aérea Argentina、略称FAA）は、アルゼンチンの空軍組織。

## 歴史
1912年に陸軍航空隊として発足。1935年には初の国産機となるAe.MB2攻撃機を14機配備するなど、早くから国産機を配備した空軍である。1944年には200機がアルゼンチンでライセンス生産されたカーチス ホーク75(固定脚の廉価版)を主力として欧州各国の空軍に次いで空軍として独立した。
第2次世界大戦後はイギリスからグロスター ミーティア・アブロ ランカスター、アメリカからF-86Fを導入する一方で、COIN機であるFMA IA 58 プカラを開発して周辺国との国境紛争に対処した。また、アドルフ・ガーランド中将やハンス＝ウルリッヒ・ルーデル大佐など、旧ドイツ国防軍の空軍将校を顧問として招き、指導を受けている。
1982年のフォークランド紛争では、A-4やミラージュIIIを運用してイギリス海軍の艦船アンテロープ、コヴェントリーなどを爆撃で撃沈するなど活躍する一方で、シーハリアーとの空中戦では3機が撃墜されるなど空戦では劣勢であった。
2015年にはミラージュIIIが退役し、超音速機が皆無となった。
現在は国産練習機FMA IA 63 パンパを運用する一方、現有機の近代化を計画中である。
2024年4月にデンマークから24機のF-16A/B ブロック15を購入する契約を締結し、2025年2月25日に先行到着機を公開した。2025年中に全機の配備を予定している。

## 組織
2018年時点で現役兵約12,900人が所属。
- 空軍本部

空軍参謀総長は空軍大将が任命され、任命権は大統領が有している。このほかには空軍参謀次長、空軍総監査官、空軍総書記官が置かれ本部には4つの部が置かれている。
- 第1部 - 人事
- 第2部 - 情報
- 第3部 - 計画
- 第4部 - 兵站

国営企業である国家航空の運営も空軍参謀総長の責任の下で行なっている。本部の下には3つの任務別司令部の他に航空管区司令部が置かれている。

### 航空作戦軍団
- 航空作戦軍団（Comando de Operaciones Aéreas） - 戦闘任務を担当する。
  - 第1航空旅団（スペイン語版）（I Brigada Aérea）
    - 第1航空群（Grupo Aéreo 1）
      - 第1飛行隊（I Escuadrón）
      - 第2飛行隊（II Escuadrón）
      - 第3飛行隊（III Escuadrón）
      - 大統領専用機群（Agrupacion de Aviones Presidencial）

  - 第2航空旅団（スペイン語版）（II Brigada Aérea）
    - 第2航空群（Grupo Aéreo 2）
      - フォッカー飛行隊（Escuadrón Fokker）
      - 第1航空写真飛行隊（I Escuadrón Aerofotográfico）
      - 通常飛行隊（Escuadrón Convencionales）

  - 第3航空旅団（III Brigada Aérea）
    - 第3攻撃航空群（Grupo Aéreo 3 de Ataque）
      - 第1飛行隊（I Escuadrón）
      - 第2飛行隊（II Escuadrón）
      - 通常飛行隊（Escuadrón Convencionales）

  - 第4航空旅団（スペイン語版）（IV Brigada Aérea）
    - 第4航空群（Grupo Aéreo 4）
      - 第1飛行隊（I Escuadrón）
      - 第2飛行隊（II Escuadrón）
      - 第3特殊任務・捜索救難飛行隊（III Escuadrón de Búsqueda y Rescate y Tareas Especiales）
      - 第4スホーイ飛行隊（IV Escuadrón Sukhoi）
      - 通常飛行隊（Escuadrón Convencionales）

    - 第9輸送航空群（Grupo Aéreo de Transporte 9） 
      - 第4輸送飛行隊（VI Escuadrón Aéreo de Transporte）

  - 第5航空旅団（スペイン語版）（V Brigada Aérea）
    - 第5戦闘航空群（Grupo Aéreo 5 de Caza）
      - 第1飛行隊（I Escuadrón）
      - 第2飛行隊（II Escuadrón）
      - 通常飛行隊（Escuadrón Convencionales）

  - 第6航空旅団（スペイン語版）（VI Brigada Aérea）
    - 第6戦闘航空群（Grupo Aéreo 6 de Caza）
      - 第1飛行隊（I Escuadrón）
      - 第2飛行隊（II Escuadrón）
      - 通常飛行隊（Escuadrón Convencionales）

  - 第7航空旅団（スペイン語版）（VII Brigada Aérea）
    - 第7航空群（Grupo Aéreo 7）
      - 第1捜索救難飛行隊（I Escuadrón Búsqueda y Salvamento）
      - 第2戦術飛行隊（II Escuadrón Táctico）
      - 第3飛行隊（III Escuadrón）
      - 第4飛行隊（IV Escuadrón）

  - 第9航空旅団（スペイン語版）（IX Brigada Aérea）
  - マル・デル・プラタ空軍基地（Base Aérea Militar Mar del Plata）
  - リオ・ガジェゴス空軍基地（Base Aérea Militar Rio Gallegos）
  - モロン空軍基地（Base Aérea Militar Morón）
  - モロン航空宇宙管制警戒センター（Centro de Vigilancia y Control Aeroespacial Morón）
  - レシステンシア航空宇宙管制警戒センター（Centro de Vigilancia y Control Aeroespacial Resistencia）
  - チャミカル作戦支援飛行隊（Escuadrón de Apoyo Operativo Chamical）
  - ビセコモロドロ・マランビオ南極基地（Base Antártica Vicecomodoro Marambio）
  - マティエンソ南極基地（Base Antártica Matienzo）

### 人事集団
- 人事集団（Comando de Personal） - 軍人および軍属の編成・教育・給与を担当する。
  - 空軍航空学校（Escuela de Aviación Militar）
    - 学校航空群（Grupo Aérea Escuela）
      - メンター飛行隊（Escuadrón Mentor）
      - ツカノ飛行隊（Escuadrón Tucano）
      - 通常飛行隊（Escuadrón Convencionales）
      - ベロロス飛行隊（Escuadrilla Veleros）

    - 下士官学校（Escuela de Suboficiales）
      - 指導飛行隊（Aeronaves de Instrucción）

  - 空軍下士官学校（Escuela de Suboficiales de la Fuerza Aérea）　在コルドバ
  - 編成研究所（Instituto de Formación）　在エセイサ（Ezeiza）
  - 空軍中学校（Liceo Aeronáutico Militar）　在フネス（Funes）、在ロサリオ
  - 空軍大学校（Escuela Superior de Guerra Aérea）　在ブエノスアイレス
  - 航空大学研究所（Instituto Universitario Aeronáutico）　在ロサリオ
  - 航空宇宙法国立研究所（Instituto Nacional de Derecho Aeronáutico y Espacial）　在ブエノスアイレス
  - 航空宇宙医学国立研究所（Instituto Nacional de Medicina Aeronáutica y Espacial）　在ブエノスアイレス
  - 外国語教育センター（Centro de Instrucción de Idiomas）　在ブエノスアイレス
  - 海難救助・非常事態教育センター（Centro de Instrucción Supervivencia y Salvamento）　第3航空団内
  - 中央空軍病院（Hospital Aeronáutico Central）　在ブエノスアイレス
  - 空軍病院（Hospital Aeronáutico）　在コルドバ

### 需品司令部
- 需品司令部（Comando de Material） - 後方支援や資材調達などの計画・処理を行なう。
  - キルメス需品区（Area Material Quilmes）
  - リオクアルト需品区（Area Material Río Cuarto）
  - パロマル兵站区（Area Logística Palomar）
  - コルドバ兵站区（Área Logística Córdoba）
  - 飛行試験センター（Centro de Ensayo en Vuelo）
  - サンミゲル天文台（Observatorio San Miguel）

### 航空管区司令部
- 航空管区司令部（Comando de Regiones Aereas）
  - 中央航空管区（Region Area Centoro）　エントレ・リオス州からサンタフェ州へ進み、北西空軍管区沿いから南部空軍管区沿いの範囲内。
  - 北東航空管区（Region Area Noreste）　フォルモサ州西端パラグアイ国境から、サンタクルス州を経由して、コリエンテス州南端ウルグアイ国境まで。
  - 北西航空管区（Region Area Noroeste）　ネウケン州中部西端チリ国境から、コルドバ州を経由して、サルタ州東端パラグアイ国境まで。
  - 南部航空管区（Region Area Sur）　ブエノスアイレス州南部からリオネグロ州西端チリ国境までが境界線で、それ以南のフォークランド諸島と南極点を含む領有権を主張する範囲内。

## 装備

### 固定翼機

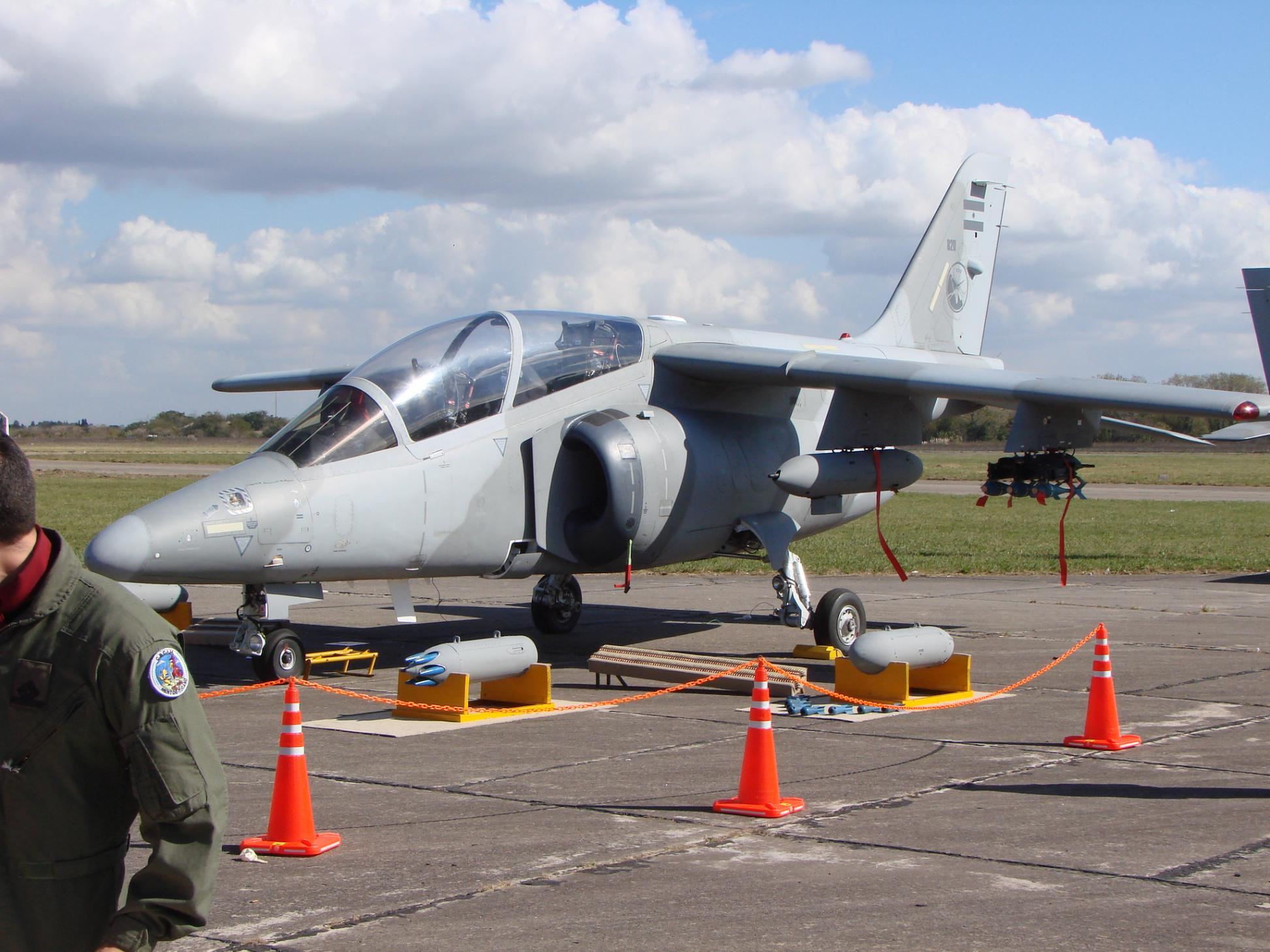
国産機であるFMA IA 63 パンパ。

- F-16A/B ブロック15 ×24（予定）[1]
- A-4AR/OA-4AR ×11
- FMA IA 63 パンパ ×31
- リアジェット35 ×2
- ボーイング737 ×1
- ボーイング757 ×1
- C-12 ×2
- C-130H ×5
- KC-130H ×2
- ERJ-140 ×2
- サーブ 340 ×5
- ビーチクラフト キングエア ×5
- エアロコマンダー 500 ×3
- T-6C̹+ ×12
- EMB-312 ×12
- G 120TP ×8

### 回転翼機
- ベル 212 ×5
- ベル 412 ×6
- ベル407GXi ×3

2023年に3機を購入し、同年10月から納入中。
- MD 500D ×8
- SA 315B ×5
- シコルスキー S-70 ×1
- シコルスキー S-76 ×2

### ミサイル他
- AIM-9
- R-550
- Shafrir4
- ローランド
- SA-7
- 20mm機関砲 Rh-202 - 86門
- 35mm機関砲 GDF-001 - 2門
- AN/TPS-43 - 5基
- BPS-1000 - 1基

## 階級
| 士官                    |                      |      |
| 空軍大将                | Brigadier General    | OF-9 |
| 空軍中将                | Brigadier Mayor      | OF-8 |
| 空軍少将                | Brigadier            | OF-7 |
| 空軍准将                | Comodoro Mayor       | OF-6 |
| 空軍大佐                | Comodoro             | OF-5 |
| 空軍中佐                | Vicecomodoro         | OF-4 |
| 空軍少佐                | Mayor                | OF-3 |
| 空軍大尉                | Capitán              | OF-2 |
| 空軍中尉                | Primer Teniente      | OF-1 |
| 空軍少尉                | Teniente             | OF-1 |
| 空軍士官候補生          | Alférez              | OF-D |
| 准士官および下士官      |                      |      |
| 上級下士官 （先任准尉） | Suboficial Mayor     | OR-9 |
| 主任下士官 （准尉）     | Suboficial Principal | OR-8 |
| 副下士官 （曹長）       | Suboficial Ayudante  | OR-7 |
| 下士官補 （軍曹）       | Suboficial Auxiliar  | OR-6 |
| 主任伍長                | Cabo Principal       | OR-5 |
| 1等伍長                 | Cabo Primero         | OR-4 |
| 2等伍長                 | Cabo                 | OR-3 |
| 兵卒                    |                      |      |
| 1等志願兵               | Voluntario Primero   | OR-2 |
| 2等志願兵               | Voluntario Segundo   | OR-1 |